# Подпролог
Подпролог (хорв. Podprolog) — населений пункт у Хорватії, у Сплітсько-Далматинській жупанії у складі міста Вргораць.

## Населення
Населення за даними перепису 2011 року становило 355 осіб.
Динаміка чисельності населення поселення:

## Клімат
Середня річна температура становить 15,40 °C, середня максимальна – 30,33 °C, а середня мінімальна – 1,12 °C. Середня річна кількість опадів – 958 мм.
| Клімат поселення                              | Клімат поселення | Клімат поселення | Клімат поселення | Клімат поселення | Клімат поселення | Клімат поселення | Клімат поселення | Клімат поселення | Клімат поселення | Клімат поселення | Клімат поселення | Клімат поселення | Клімат поселення |
| Показник                                      | Січ.             | Лют.             | Бер.             | Квіт.            | Трав.            | Черв.            | Лип.             | Серп.            | Вер.             | Жовт.            | Лист.            | Груд.            |                  |
| Середній максимум, °C                         | 9,83             | 11,13            | 14,99            | 18,55            | 23,94            | 27,73            | 30,33            | 30,06            | 24,88            | 19,84            | 14,48            | 10,69            |                  |
| Середня температура, °C                       | 5,48             | 6,78             | 10,64            | 14,19            | 19,59            | 23,36            | 26,05            | 25,80            | 20,64            | 15,59            | 10,23            | 6,44             |                  |
| Середній мінімум, °C                          | 1,12             | 2,43             | 6,28             | 9,85             | 15,24            | 19,00            | 21,83            | 21,56            | 16,40            | 11,34            | 5,98             | 2,19             |                  |
| Норма опадів, мм                              | 92               | 82               | 82               | 81               | 65               | 56               | 40               | 53               | 76               | 104              | 121              | 106              |                  |
| Середньомісячна швидкість вітру, м/с          | 2.47             | 2.84             | 3.07             | 2.77             | 2.46             | 2.29             | 2.35             | 2.11             | 2.25             | 2.25             | 2.74             | 2.84             |                  |
| Середньомісячна сонячна радіація, кДж/м²·день | 5634             | 8278             | 12042            | 16402            | 20130            | 22977            | 24908            | 21964            | 16266            | 10633            | 6134             | 4736             |                  |
| --------------------------------------------- | ---------------- | ---------------- | ---------------- | ---------------- | ---------------- | ---------------- | ---------------- | ---------------- | ---------------- | ---------------- | ---------------- | ---------------- | ---------------- |
| Джерело:                                      |                  |                  |                  |                  |                  |                  |                  |                  |                  |                  |                  |                  |                  |